# The Great Love
The Great Love é um filme mudo do gênero guerra e dramático de longa-metragem estadunidense, escrito e dirigido por D. W. Griffith em 1918. O filme é estrelado por George Fawcett e Lillian Gish. Ambientado durante a Primeira Guerra Mundial, cenas exteriores foram filmadas na Inglaterra. The Great Love é considerado perdido.  

## Elenco
- George Fawcett
- Lillian Gish
- Robert Harron
- Gloria Hope
- George Siegmann
- Maxfield Stanley
- Rosemary Theby[5]
- Henry B. Walthall